# Angela Burdett-Coutts, 1:a baronessa Burdett-Coutts
Angela Georgina Burdett-Coutts, 1:a baronessa Burdett-Coutts, född 1814, död 1906, var en brittisk filantrop.
Hon var dotter till sir Francis Burdett. Angela Burdett ärvde 1837 sin morfars stora förmögenhet mot villkor att uppta hans namn (Coutts) och ägnade sitt liv åt en storartad välgörenhetsverksamhet. Hon grundade skolor och tekniska läroanstalter, byggde arbetarbostäder och saluhallar, upprättade förbättringsanstalter och asyler för vanvårdade barn och frigivna brottslingar, lät uppföra kyrkor i hemlandet och kolonierna, lindrade nöden bland bulgariska flyktingar, dajakerna på Borneo och Syd-Australiens urinvånare samt befordrade på flera sätt  brittisk odlings utbredande i tropiska länder. År 1871 fick hon pärsvärdighet som baronessa, och hennes omsorg om turkiska sårade under 1877–1878 års krig förskaffade henne den första turkiska ordensutmärkelse, som givits en kvinna. Vid 67 års ålder gifte hon sig med mr W.L. Ashmead-Bartlett, men behöll namnet; hennes namn upptogs i stället av mannen.